# Landres
 Landres  es una comuna y población de Francia, en la región de Lorena, departamento de Meurthe y Mosela, en el distrito de Briey y cantón de Audun-le-Roman.
Está integrada en la Communauté de communes du Bassin de Landres .

## Demografía[3]
| 307 | 303 | 317 | 518 | 503 | 556 | ABS. | ABS. | ABS. | 467 | 433 | 474 | 460 | 459 | 411 | 371 | 359 | 431 | 1 638 | 873 | 482 | 718 | 750 | 628 | 659 | 824 | 950 | 973 | 1 006 | 1 008 | 959 | 930 | 888 |
| Para los censos de 1962 a 1999 la población legal corresponde a la población sin duplicidades (Fuente: INSEE [Consultar]) |     |     |     |     |     |      |      |      |     |     |     |     |     |     |     |     |     |       |     |     |     |     |     |     |     |     |     |       |       |     |     |     |

Forma parte de la aglomeración urbana de Piennes.